# باغ‌لارباشی (گول‌باشی)
باغ‌لارباشی (به ترکی استانبولی: Bağlarbaşı) یک منطقهٔ مسکونی در ترکیه است که در گول‌باشی واقع شده‌است.